# Tintoretto
Tintoretto, pseudonimo di Jacopo Robusti, secondo alcuni Jacopo Comin (Venezia, settembre o ottobre 1518 – Venezia, 31 maggio 1594), è stato un pittore italiano, cittadino della Repubblica di Venezia e uno dei massimi esponenti della pittura veneta e dell'arte manierista in generale.
Lo pseudonimo "Tintoretto" gli derivò dal mestiere paterno, tintore di tessuti di seta. Per la sua energia fenomenale nella pittura è stato soprannominato il furioso o il terribile, come lo definì il Vasari per il suo carattere forte e il suo uso drammatico della prospettiva e della luce, che lo ha fatto considerare il precursore dell'arte barocca.Considerato come uno tra i più grandi pittori del Rinascimento e di tutti i tempi, il Tintoretto seppe continuare, insieme a Paolo Veronese, lo straordinario successo internazionale della pittura veneta, anche dopo la morte di Tiziano. Famoso per la grande profondità prospettica delle sue opere, prediligeva l'uso di fondi scuri per arrivare alla luce, creando effetti straordinari di chiaroscuri che sarebbero, poi, diventati fondamentali per l'arte di personalità come Michelangelo Merisi, detto Caravaggio ed El Greco. La sua arte arrivò a influenzare, nei secoli successivi, persino gli Impressionisti.

## Biografia

### Gli anni giovanili

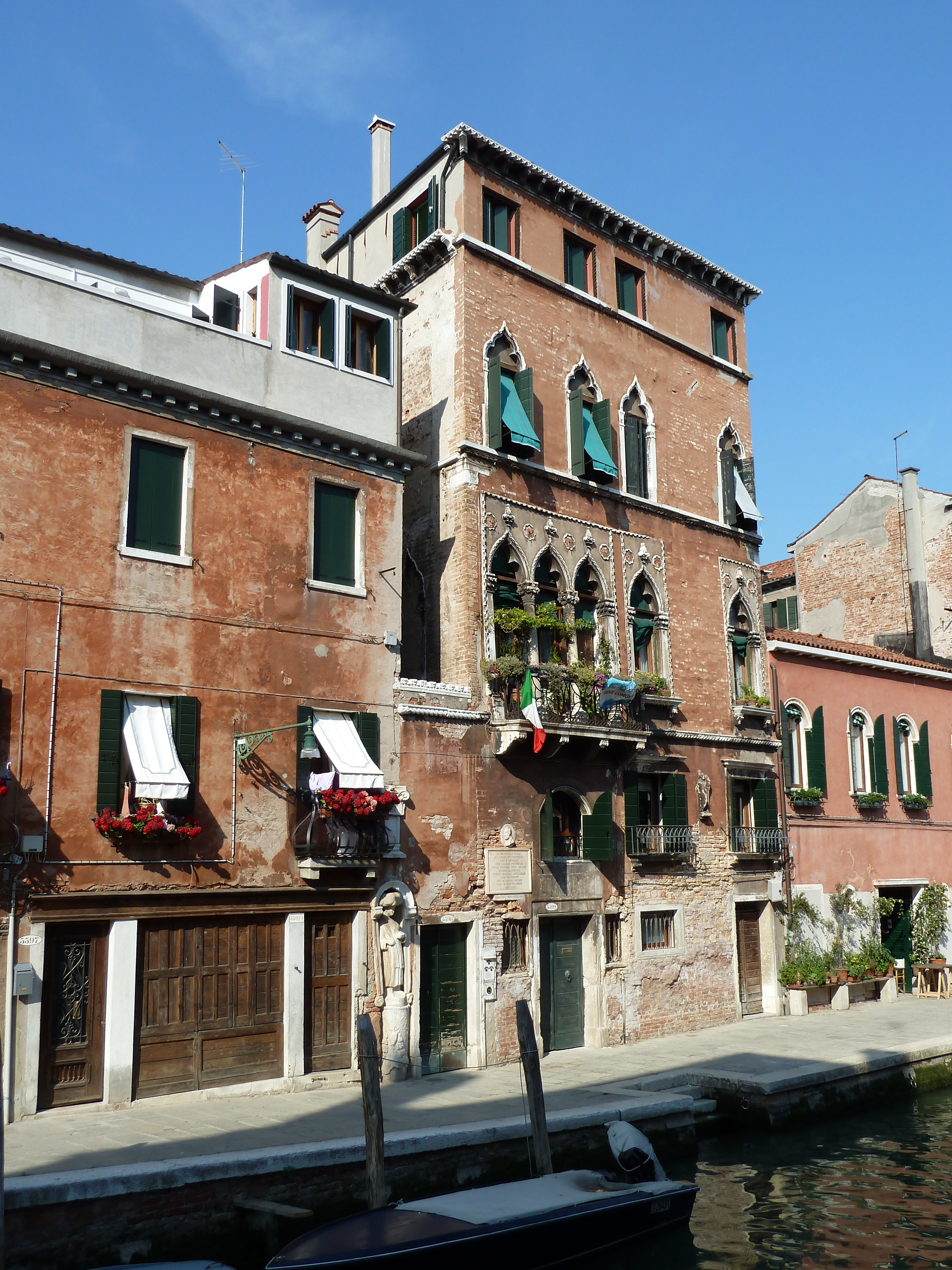
La casa di Tintoretto a Venezia

La sua data di nascita è controversa. L'atto di battesimo andò perduto nell'incendio degli archivi di San Polo, quindi la si desume dall'atto di morte: «31 maggio 1594: morto messer Jacopo Robusti detto Tintoretto de età de anni 75 e mesi 8»: si risale così al settembre/ottobre del 1518. Secondo il Krischel, invece, nacque nel 1519, probabilmente in aprile o maggio, come lo studioso desume dai registri della parrocchia e degli uffici sanitari.
Il padre Giovanni Battista lavorava nel campo della tintura della seta, non si sa se a livello artigianale o commerciale: probabilmente era originario di Lucca, dato che quest'arte era stata importata a Venezia nel XIV secolo proprio dai lucchesi. Quest'ascendenza spiegherebbe l'interesse dell'artista verso i suoi "colleghi" della scuola tosco-romana, come Michelangelo, Raffaello e Giulio Romano: Tintoretto conobbe le loro opere attraverso la diffusione delle stampe, mentre è sicuro che dal vero vide gli affreschi del Romano a Palazzo Te a Mantova. Sembra che Battista facesse parte dei "cittadini", ovvero quei veneziani non nobili che pure godevano di certi privilegi: grazie a questa posizione di un certo privilegio, Jacopo fu in buoni rapporti con l'élite veneziana e ottenne l'appoggio dei patrizi.
Jacopo non nascondeva le proprie origini, anzi, nei suoi dipinti si firmava come "Jacobus Tentorettus" (Ritratto di Jacopo Sansovino, 1566 circa) o "Jacomo Tentor" (Il miracolo di San Marco che libera lo schiavo, 1547-48).
Dell'infanzia del pittore si sa ben poco in quanto non esistono documenti che attestino gli studi effettuati. Le fonti principali sono i pagamenti delle commesse e la biografia scritta da Carlo Ridolfi (1594-1658), anche se questi non incontrò mai Tintoretto, ma attinse le sue informazioni dal figlio Domenico. Racconta Ridolfi che Tintoretto, ancora fanciullo, usava i colori del laboratorio del padre per dipingere le pareti del laboratorio: per assecondare l'inclinazione del figlio, Battista gli trovò un posto come apprendista presso la bottega di Tiziano, nel 1530. Questo apprendistato durò solo pochi giorni: sembra che Tiziano, veduto un disegno dell'allievo, per il timore che il promettente allievo diventasse un pericoloso rivale, lo fece cacciare da Girolamo, uno dei suoi collaboratori.

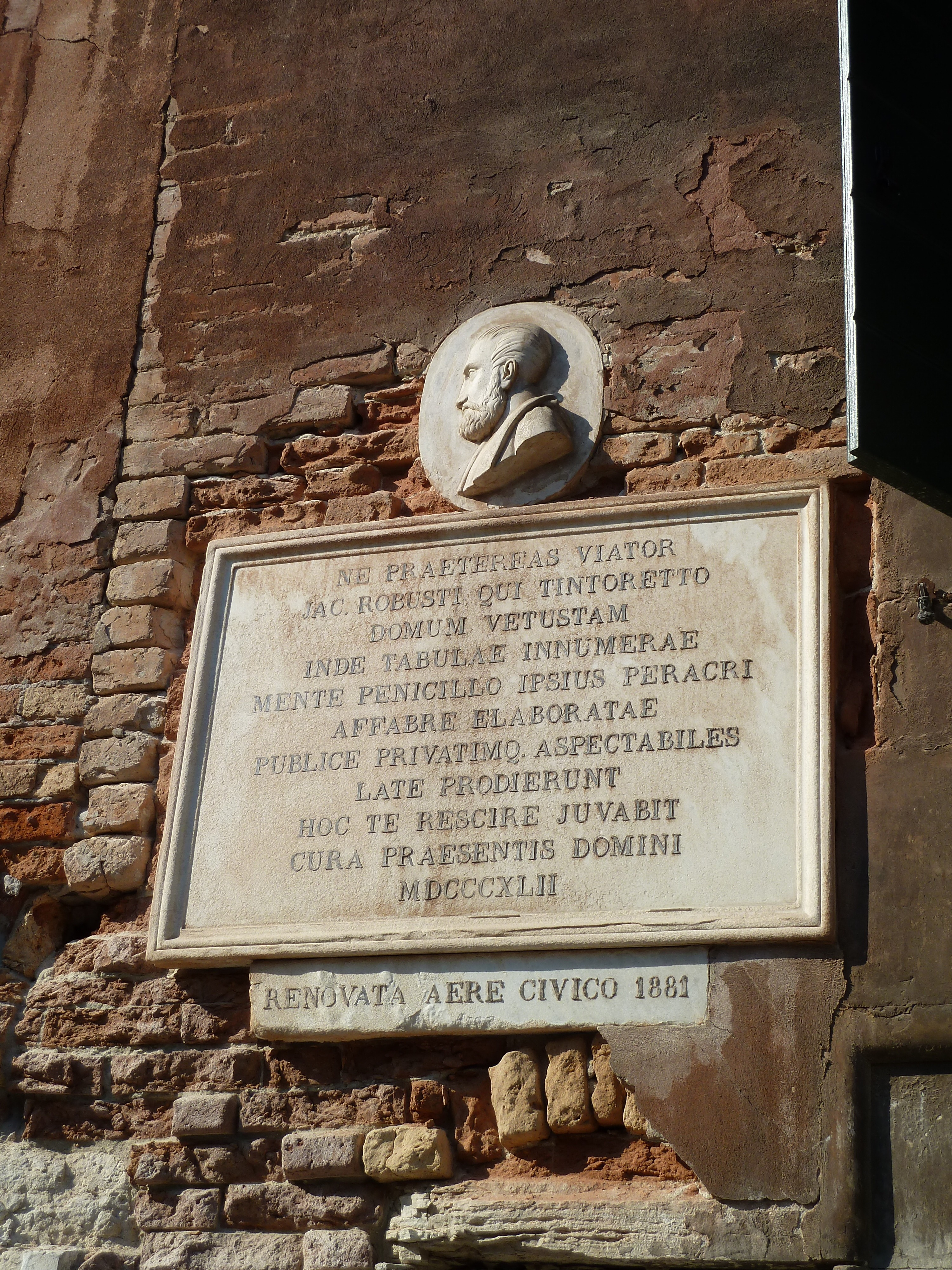
Venezia, lapide posta sulla casa di Tintoretto

In un documento del 1539 Tintoretto si firma "mistro Giacomo depentor nel champo di san Cahssan", ovvero si fregia del titolo di maestro, con uno studio indipendente presso campo san Cassiàn, nel sestiere di San Polo.
La prima commissione gli giunse da Vettor Pisani, nobile con legami di parentela con Andrea Gritti e titolare di una banca, intorno al 1541: in occasione delle nozze fece restaurare la propria residenza presso San Paterniàn e affidò al giovane Tintoretto, ventitreenne, la realizzazione di 16 tavole che illustrassero le metamorfosi di Ovidio. I dipinti, ora in gran parte conservati presso la Galleria Estense di Modena, sarebbero stati collocati sul soffitto e Pisani richiese che avessero la potente prospettiva dei dipinti di Giulio Romano a Mantova: Tintoretto si recò di persona a Palazzo Te, probabilmente a spese del suo committente.
Coeve ai dipinti per Pisani sono le sei tavole conservate al Kunsthistorisches Museum di Vienna, che si pensano realizzate come decorazione di cassoni, anche per le loro dimensioni pressoché identiche: il Ridolfi, infatti, riferisce che Tintoretto collaborasse con gli artigiani mobilieri che commerciavano nei pressi di Palazzo Ducale. Nulla, però, conferma che queste tavole provengano proprio da cassoni nuziali. La particolarità di queste opere è la gestione del formato allungato (le più grandi, infatti, misurano 29x157 cm): Tintoretto sfrutta le architetture per scandire la sequenza temporale degli eventi narrati.

### I primi successi
Si pensa che Tintoretto avesse cercato un contratto con la Scuola Grande di San Marco nel 1542, quando venne commissionata la decorazione della sala capitolare: all'artista vennero preferiti dei decoratori, che avrebbero impiegato meno tempo per la realizzazione delle opere richieste.

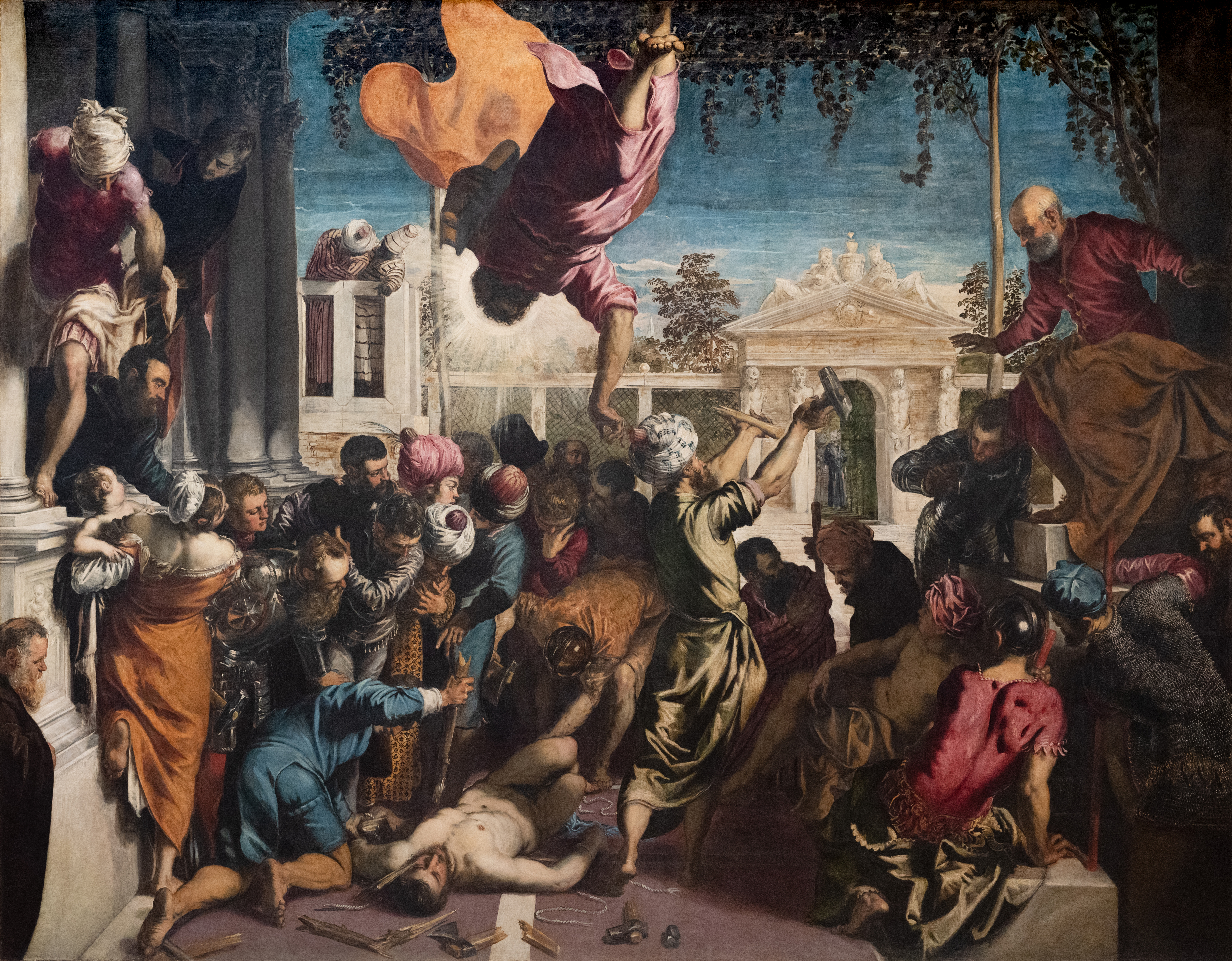
San Marco libera uno schiavo, 1548 circa, Gallerie dell'Accademia, Venezia.

Cinque anni dopo Marco Episcopi, padre della promessa sposa dell'artista, venne nominato guardian da matin e questo facilitò una commissione favorevole per Jacopo. Episcopi era figlio di Pietro, farmacista a campo Santo Stefano, che aveva delle proprietà date in affitto a tintori di sete e velluti: per questo, o per il semplice fatto che in qualità di farmacista commerciasse anche pigmenti, si suppone che avesse dei contatti con Battista Robusti.
Nell'aprile del 1548 venne collocata, sulla parete rivolta verso campo Santi Giovanni e Paolo, la tela raffigurante Il miracolo di San Marco: subito Tintoretto ricevette le lodi dell'Aretino.
(Pietro Aretino)

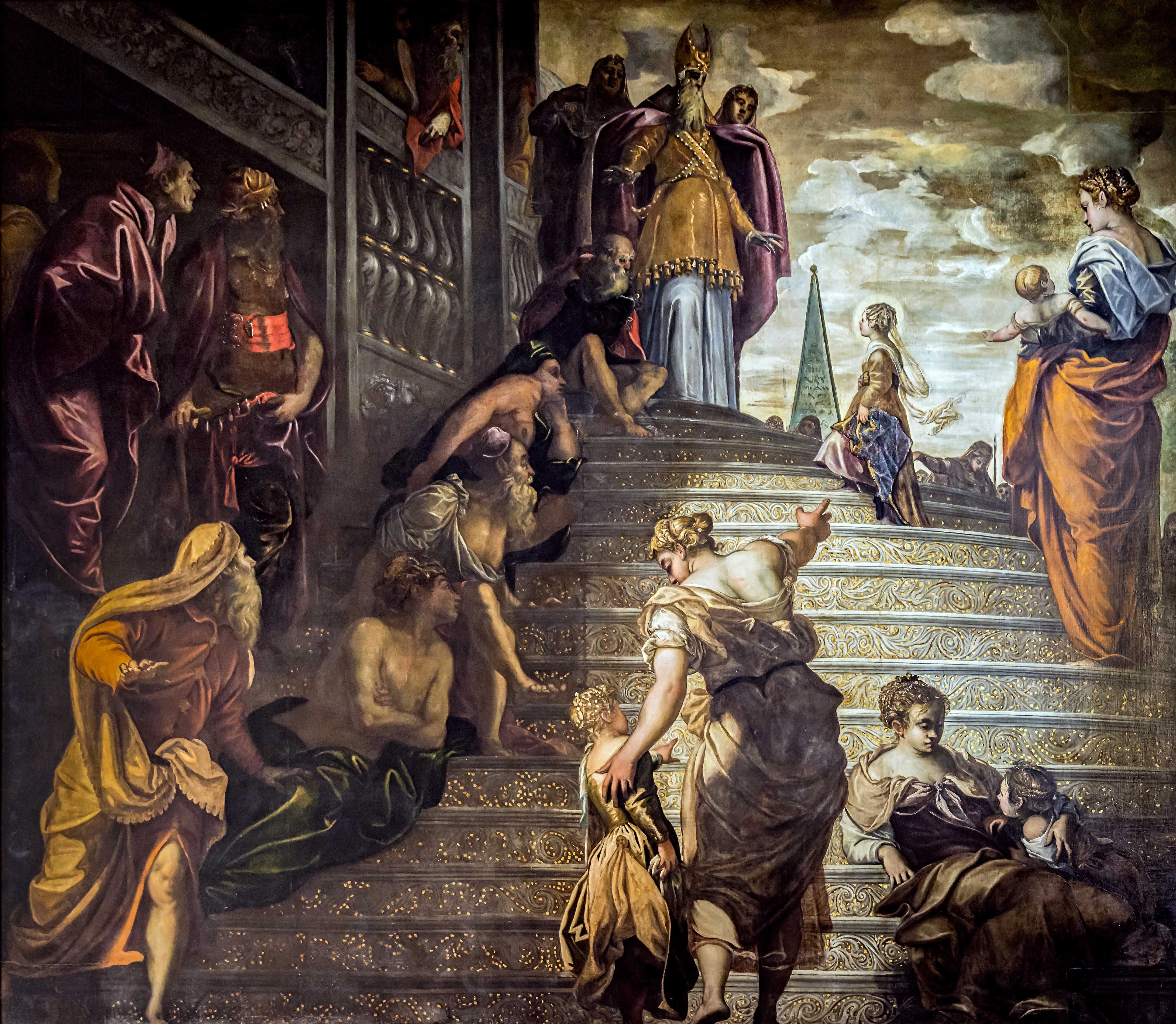
Presentazione della Vergine al tempio, chiesa della Madonna dell'Orto, Venezia

Nel frattempo, nel 1547, Tintoretto si trasferì a Cannaregio, vicino alla chiesa della Madonna dell'Orto: qui iniziò una collaborazione con i canonici di San Giorgio in Alga, responsabili della chiesa, che avevano intenzione di rinnovarla. Realizzò così diverse opere, che vanno dalla decorazione dell'organo con la Presentazione della Vergine al Tempio, alla Cappella Contarini, ultimata nel 1563; collaborò anche con i fratelli Cristoforo e Stefano Rosa, che si occuparono del soffitto trompe-l'œil in legno, in cui Tintoretto inserì dipinti raffiguranti episodi dell'Antico Testamento e, nel cleristorio, dodici nicchie contenenti ritratti di profeti e sibille, aperto riferimento alla Cappella Sistina di Michelangelo. La maggior parte di queste opere andò perduta durante il restauro in stile neogotico del XIX secolo. Per ottenere questa commissione, Tintoretto chiese un pagamento che poteva coprire a malapena le spese dei materiali: è però probabile che un successivo compenso gli giunse dalla famiglia Grimani, che aveva una cappella all'interno della chiesa.

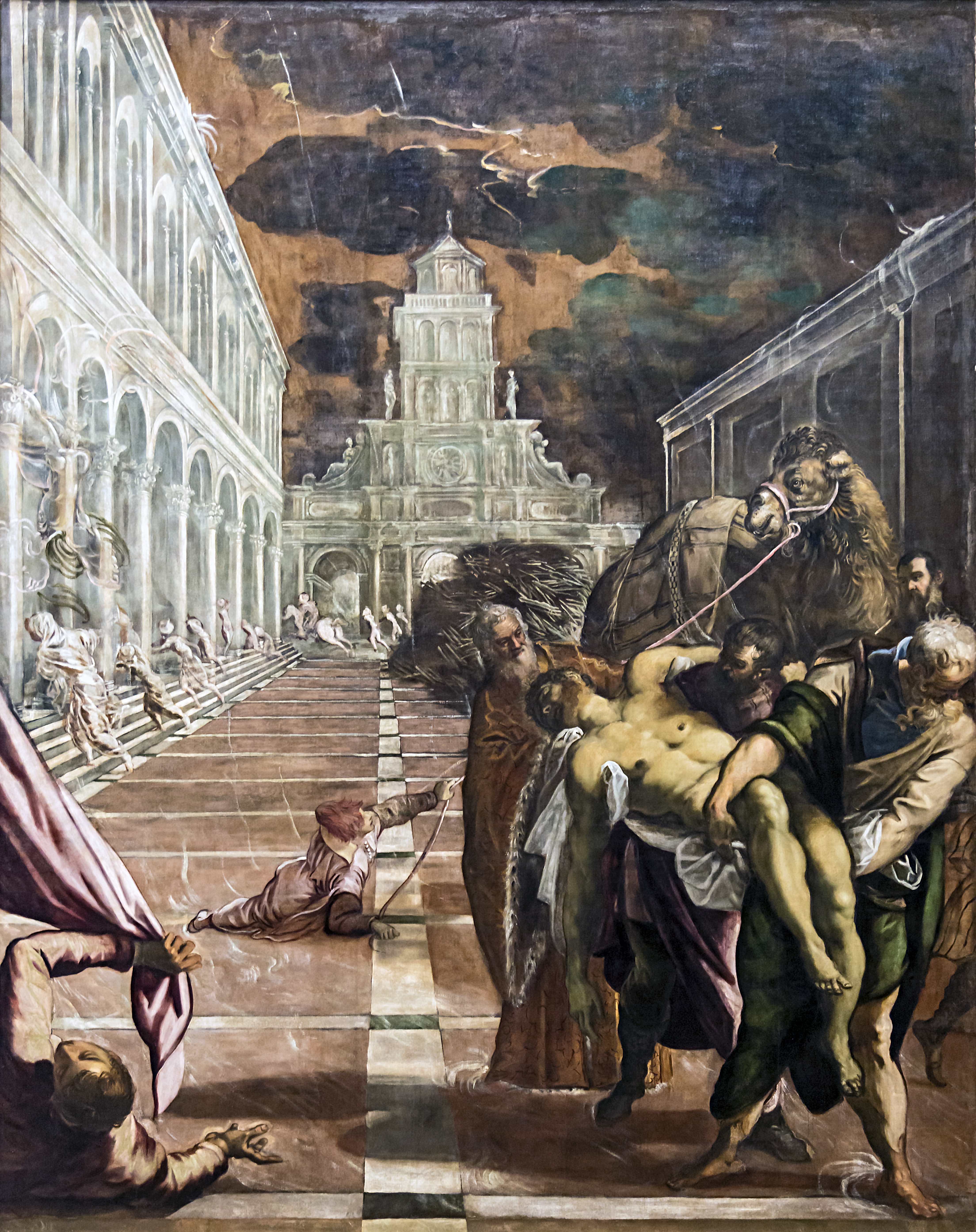
Trafugamento del corpo di san Marco, 1562 circa, Gallerie dell'Accademia

I rapporti con la Scuola grande di San Marco continuano fino al 1566 circa, con l'esecuzione di altre tre tele raffiguranti miracoli postumi del santo: San Marco salva un saraceno, Trafugamento del corpo di san Marco e Ritrovamento del corpo di san Marco. Questi dipinti furono pagati dall'allora Guardian Grande della Scuola, Tommaso Rangone: il lavoro fu terminato presumibilmente nel 1566, data in cui il Vasari annota di averli visti. A queste tele si aggiungono anche dei dipinti murali, raffiguranti i sette Vizi e le sette Virtù, di cui, però, non resta traccia.
Conclusi per il momento i rapporti con la Scuola Grande di San Marco, il pittore ottenne un incarico importante per l'Albergo della Scuola della Trinità, una confraternita minore: l'edificio si trovava dove ora sorge la Basilica di Santa Maria della Salute. Inizialmente, la commissione era stata affidata a Francesco Torbido: non si conosce il motivo della rescissione del contratto, ma si può supporre che sia stato preferito Tintoretto per un'offerta più vantaggiosa, come egli era solito procurarsi le commissioni.
Per l'Albergo della Scuola, tra il 1551 e il 1552, eseguì un ciclo di dipinti ispirati alle storie della Genesi, tra cui la Creazione degli animali, il Peccato originale e Caino e Abele: nell'ideazione delle composizioni, prese spunto da opere di artisti contemporanei, come Tiziano e il suo collaboratore Gerolamo Tessari, o del passato di Venezia, come Vittore Carpaccio e le sue Storie di sant'Orsola. Il dipinto del Peccato originale influenzerà in seguito un artista come Giambattista Tiepolo.
Nelle tele che dipinge per le Scuole Grandi a Venezia, Tintoretto realizza quadri che sembrano grandi palcoscenici in cui si materializzano gli episodi miracolosi in cui dominano la gestualità drammatica dei personaggi, i forti e antinaturalistici contrasti fra luci e tenebre che evidenziano anche simbolicamente l'eccezionalità dell'evento rappresentato.

### La Scuola Grande di San Rocco

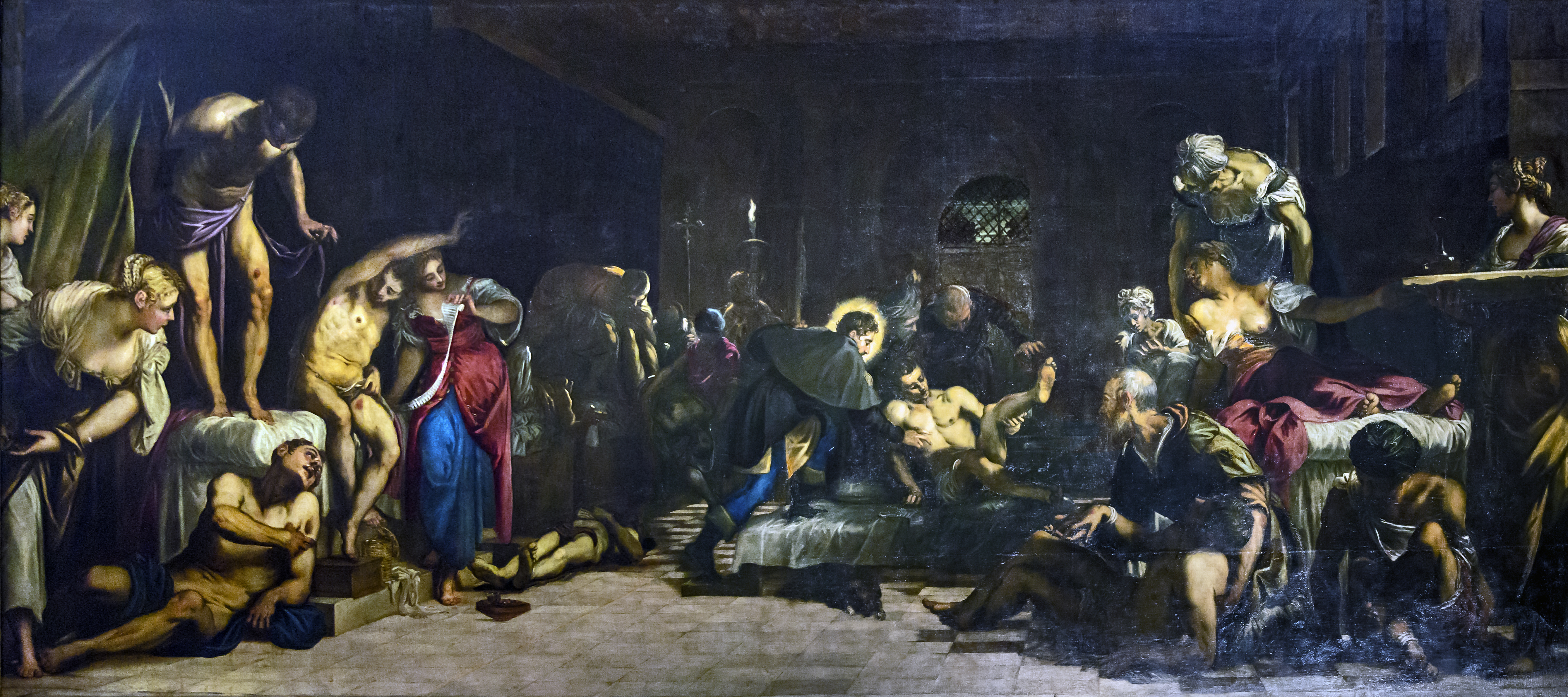
San Rocco risana gli appestati, 1549, Chiesa di San Rocco, Venezia

Fondata nel 1478, già nel 1489 poteva vantare il titolo di “Grande”: come le altre Scuole, si proponeva di offrire ai propri membri “onorata sepoltura”, assistenza in caso di malattia, doti per le figlie, case di accoglienza per le vedove. Le Scuole gareggiavano tra loro non solo in opere pie, ma anche in magnificenza delle decorazioni: Tintoretto aspirava a diventare artista “ufficiale” della Scuola Grande di San Rocco già agli albori della propria carriera. Quando nel 1542 furono commissionati i primi lavori per la Scuola  vennero però convocati, come nel caso della Scuola Grande di san Marco, dei decoratori: sette anni dopo, finalmente, Tintoretto si vide assegnare la sua prima commissione, San Rocco risana gli appestati, per la chiesa adiacente alla Scuola.
Per la commissione successiva, però, il pittore dovette aspettare ancora: infatti Tiziano, geloso del suo successo, si rifece vivo come membro della scuola e si offrì di eseguire delle opere per l'albergo. Questo si concluse in un nulla di fatto e Tintoretto, nel 1559, ricevette una nuova commissione: si trattava dell'esecuzione degli sportelli dell'armadio che conteneva gli argenti sacri di San Rocco.

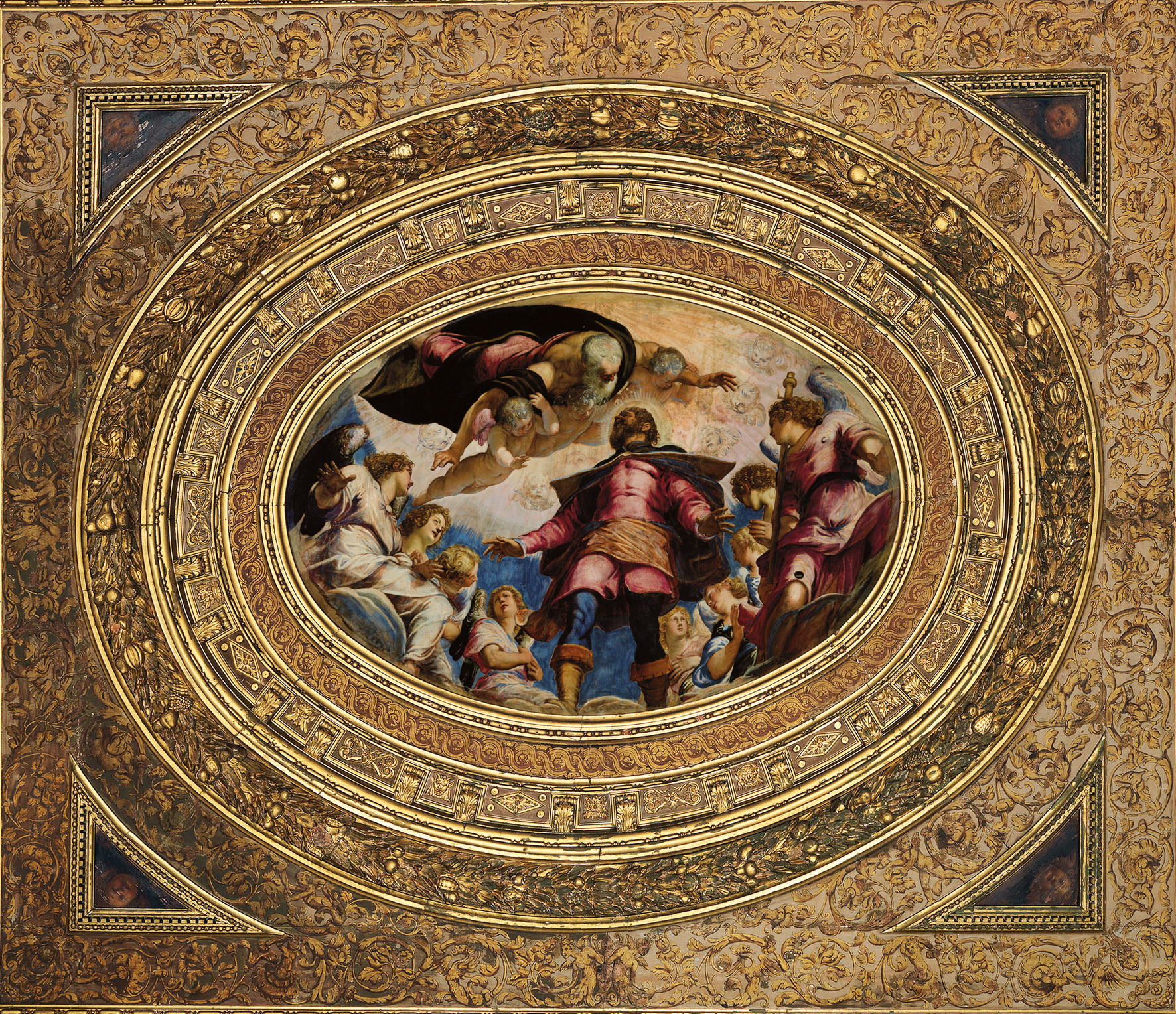
San Rocco in Gloria, 1564, Scuola Grande di San Rocco

Nel 1564, Tintoretto presentò alla Giunta l'ovale di San Rocco in Gloria, da collocare nella sala principale dell'Albergo: la Scuola stava progettando un concorso che avrebbe coinvolto anche altri artisti oltre Tintoretto, per l'assegnazione dell'ovale in questione. Dai documenti si evince che uno dei membri della confraternita, Maria Zuan Zignoni, era disposto a sborsare 15 ducati perché la commissione non fosse assegnata a Tintoretto: questo indica che già si pensava al suo nome per il lavoro.
Il Vasari narra che al contrario dei colleghi coinvolti nel concorso, intenti ad eseguire studi preparatori, Tintoretto prese le misure esatte dell'opera, la dipinse e la collocò direttamente ove prestabilito: alle proteste dei confratelli, che avevano richiesto disegni e non un'opera finita, rispose che quello era il suo modo di disegnare e che era disposto a donare loro l'opera.
Con la sua offerta decisamente vantaggiosa, l'artista riuscì ad ottenere l'incarico tanto desiderato, seppur destando “scalpore e malcontenti”.
Nonostante ciò, l'undici marzo dell'anno successivo, con 85 voti a favore e 19 contrari, Tintoretto fu nominato membro della Scuola: in concomitanza con la sua elezione, venne incaricato dell'esecuzione di un ciclo di dipinti per le pareti della sala dell'Albergo, che avrebbero dovuto rappresentare la Passione di Gesù. Anziché iniziare in ordine cronologico, quindi con il Cristo davanti a Pilato, Tintoretto preferì eseguire per prima la Crocifissione: l'anno successivo la decorazione della sala era terminata e l'artista si rivolse nuovamente alla chiesa del santo.
Già nel 1549 aveva eseguito il San Rocco risana gli appestati: ora aveva la possibilità di concludere il ciclo, pensato composto da quattro tele, tra cui quella che spicca maggiormente è il San Rocco in carcere (1567). Nel 1575 il restauro del soffitto della sala Grande era stato ultimato e venne dato il via libera all'esecuzione delle tele, già progettate da tempo da Tintoretto: nell'estate dello stesso anno, però, Venezia venne sconvolta dalla peste. Forse per assicurare la clemenza del Santo, protettore degli appestati, verso di sé e la propria famiglia, l'artista si offrì di eseguire senza alcun compenso la tela centrale: l'anno successivo, in occasione della festa del Santo, la tela venne inaugurata. Solo alcuni giorni dopo, giunse la notizia della morte di Tiziano e di suo figlio Orazio.
Per le altre due tele del soffitto, eseguite nel 1577, Tintoretto prese spunto dall'orazione che il doge tenne a San Marco, come richiesta di Salvezza e incoraggiamento alla popolazione rimasta: Alvise I Mocenigo ricordò gli episodi biblici della manna e della sorgente fatta scaturire da Mosè, che l'artista raffigurò su due grandi tele. Per questo lavoro chiese il compenso relativo unicamente alle spese per i materiali impiegati, e così si offrì di fare anche per le opere successive: chiese alla Scuola come unico compenso un pagamento di 100 ducati annui, somma di molto inferiore a quella percepita, per esempio, dal collega Tiziano quando era al servizio degli Asburgo. Questa richiesta si spiega con la grande devozione dell'artista verso il Santo, verso cui si sentiva debitore per aver avuto la famiglia salva durante la terribile pestilenza di quegli anni.
Tintoretto lavorò alla Sala Capitolare fino al 1581, illustrando scene tratte dall'Antico Testamento per il soffitto e dal Nuovo per le pareti. L'anno successivo iniziò a dipingere per la Sala Inferiore, con dipinti ispirati alla vita di Maria e di Gesù.

### I ritratti

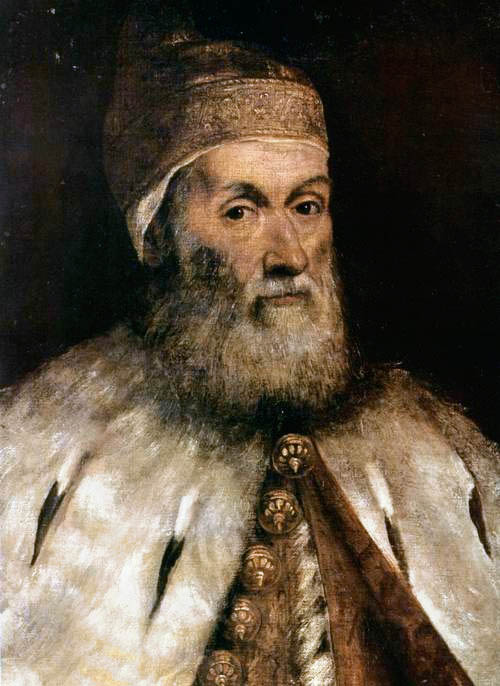
Il ritratto di Girolamo Priuli, 1559 circa, Detroit Institute of arts.

Una delle maggiori fonti di entrate per la bottega di Tintoretto era costituita dai ritratti, nonostante la grande concorrenza che doveva affrontare a Venezia, in particolare quella di Tiziano: sembra che in questo particolare settore l'artista si facesse aiutare dai figli Marietta e Domenico, e che la bravura della figlia al tempo fosse ben nota. La ritrattistica era un ottimo modo di farsi conoscere presso le alte sfere e ottenere così incarichi importanti.
Per un ritratto era fondamentale il tempo di esecuzione: spesso il soggetto non poteva permettersi lunghe sedute di posa, sia perché stancanti, sia perché impossibilitato ad allontanarsi troppo dai propri affari. Per questo, si usava eseguire una serie di studi veloci dal vero, da rielaborare poi per il dipinto vero e proprio: questi studi potevano essere conservati e riutilizzati anche in altre occasioni, come per esempio nel caso dei ritratti di sovrani in più versioni.
Girolamo Priuli, divenuto doge nel 1559, incaricò Tintoretto dell'esecuzione del suo ritratto: Andrea Calmo, amico dell'artista, riferisce che l'opera fu completata in mezz'ora. Tintoretto aveva infatti preparato per tempo la tela; la posa era già abbozzata, dato che i ritratti dogali avevano uno schema determinato; le rifiniture e i panneggi delle vesti venivano eseguiti poi nello studio del pittore, con l'ausilio di manichini e stoffe.
Nel caso in cui un ritratto dovesse essere inserito in un'opera di grandi dimensioni, come per esempio un dipinto votivo, Tintoretto soleva eseguirlo su una tela tesa su un telaio provvisorio, per poi farlo cucire direttamente sulla tela più grande.
Oltre alle personalità di spicco della Venezia contemporanea, come nobili e politici, tra i ritratti realizzati si annoverano anche quelli di alcune tra le più famose cortigiane dell'epoca: tra queste si ricorda Veronica Franco, donna colta e istruita che si dilettava di poesia, frequentava le case nobili come quella dei Venier ed entrò persino nelle grazie di Enrico III di Francia. Tintoretto ritraeva le cortigiane anche nelle vesti di eroine della mitologia, come Leda, Danae o Flora. Nei ritratti di queste fanciulle si può riconoscere la "professione" di cortigiana grazie agli attributi tipici che posseggono: gioielli preziosi, girocolli di perle, pettini decorati o specchi.

### La maturità

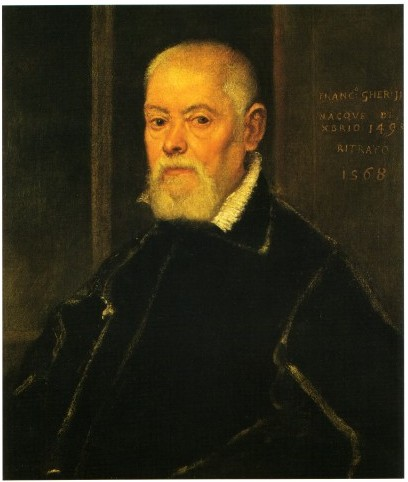
Francesco dei Gherardini ritratto dal Tintoretto nel 1568. Ca' Rezzonico di Venezia.

Alla metà del secolo, morti Tiziano e Bonifacio de' Pitati, i due nomi maggiori del panorama artistico veneziano sono quelli di Tintoretto e di Paolo Veronese: nonostante la Repubblica si stesse avviando verso il declino a causa della riduzione della sua importanza nelle rotte commerciali causate dalla scoperta delle Americhe, delle sconfitte contro i Turchi e contro la Lega di Cambrai, le richieste di opere d'arte continuavano a pieno ritmo, grazie alla spinta della Controriforma e del conseguente rinnovamento degli edifici religiosi.
Veronese era un rivale non solo per la sua bravura, ma anche per la giovane età: da poco giunto a Venezia, riuscì già nel 1553 ad ottenere una commissione per Palazzo Ducale.
È in questo periodo che Tintoretto si dedicò a commissioni impegnative, in particolare cicli decorativi per chiese, scuole e per Palazzo Ducale: in queste opere, l'artista «approfondisce la componente dinamica delle composizioni», ricorrendo a scorci e prospettive che esaltano il dinamismo delle scene illustrate.
Le Storie della Genesi, realizzate per la Scuola della Trinità nei primi anni del decennio 1550, trovano un importante supporto ai personaggi nel paesaggio, tema poco usuale per Tintoretto, che lo sfrutta per evidenziare e accompagnare il racconto, anche se non riesce ad ottenere la stessa forza che si può invece notare in Giorgione o Tiziano. Il Compianto sul corpo di Cristo, ora al Museo civico Amedeo Lia a La Spezia, si colloca tra il 1555-1556, influenzato dall'opera di Paolo Veronese. Le innovazioni paesaggistiche si condensano in Susanna e i vecchioni del 1557: qui la natura che circonda la scena scandisce la narrazione, portando l'occhio dell'osservatore, indubbiamente attratto dalla prorompente nudità di Susanna, verso i due vecchi lascivi, fino al giardino sullo sfondo, un Eden irraggiungibile.

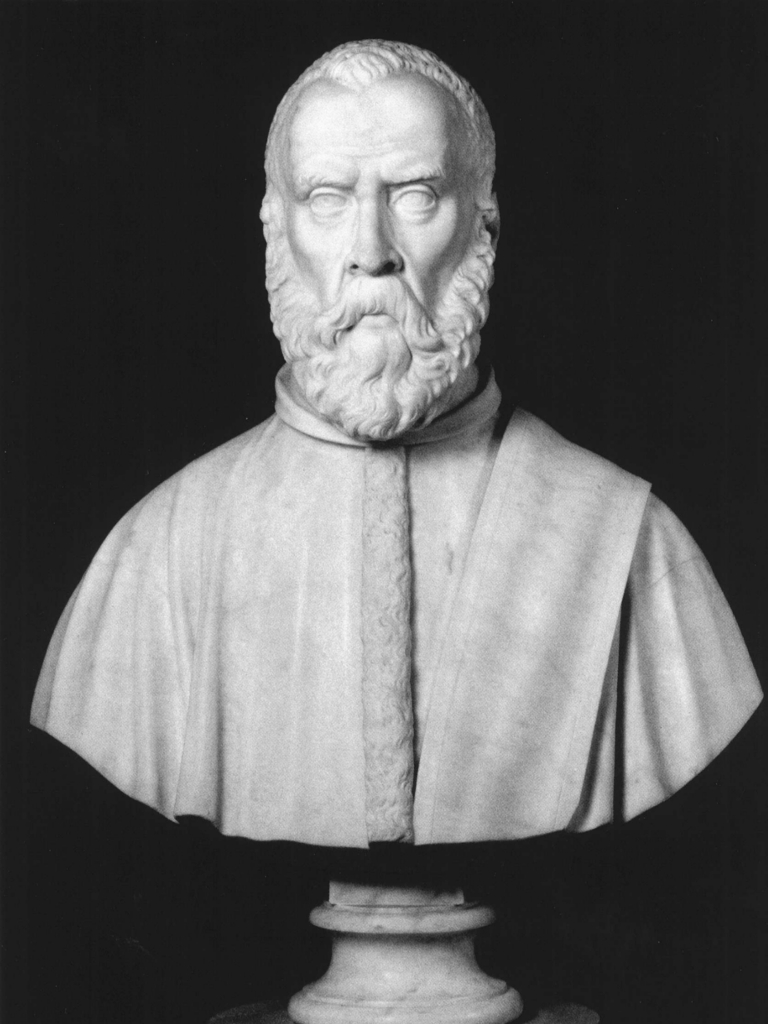
Busto di Tintoretto, opera di Antonio Bianchi del 1858

Per due anni, fu impegnato con i dipinti realizzati per il coro della chiesa della Madonna dell'Orto, consegnati nel 1563: si trattava di due teleri di grandi dimensioni, 14,5 x 5,8 metri, raffiguranti l'Adorazione del vitello d'oro e il Giudizio Universale, e cinque spicchi dedicati alle Virtù. Per il Giudizio si ispirò indubbiamente alla Gloria di Tiziano e al Giudizio Universale di Michelangelo.
Nello stesso periodo, Tommaso Rangone, Guardian Grande della Scuola Grande di San Marco, si offrì di far eseguire a proprie spese tre dipinti raffiguranti i miracoli del santo: la commissione fu affidata a Tintoretto, che già aveva lavorato per la Scuola. Continuò così la relazione dell'artista con la Scuola Grande di San Marco, che si protrasse fino al 1566 circa, con l'esecuzione delle tele San Marco salva un saraceno durante un naufragio, Trafugamento del corpo di San Marco e Ritrovamento del corpo di San Marco. A queste, si aggiunsero anche dei dipinti murali, raffiguranti i sette Vizi capitali e le sette Virtù, cardinali e teologali, di cui, però, non resta traccia.
Il 6 marzo del 1566 venne nominato membro della prestigiosa Accademia delle arti del disegno, nata a Firenze per volere di Vasari, sotto la protezione di Cosimo I, e che raggruppava sotto di sé gli artisti più importanti del tempo.
Ancora una volta, gli venne affidata un'importante commissione da una Scuola, quella del Santissimo Sacramento, di cui era Guardiano Christino de' Gozi: si trattava dell'esecuzione di due teleri per la chiesa di San Cassiano, raffiguranti la Discesa nel Limbo e la Crocifissione.
Giulio Carlo Argan scrive:«La repubblica veneta è il solo stato italiano in cui l'ideale religioso si identifichi con l'ideale civile, e questo ideale si riflette ugualmente, benché con accenti diversi, nella pittura dei due maestri. Della Venezia del Cinquecento Tintoretto esprime la coscienza del dovere e della responsabilità civile, lo spirito profondamente cristiano che la conduce alla guerra contro i turchi e al drammatico trionfo di Lepanto; il Veronese invece, è l'interprete dell'apertura intellettuale e del civile modo di vita che fanno della società veneziana (...) la società più libera e culturalmente avanzata. Il sentimento del dovere e quello della libertà hanno una fonte comune, l'ideale umanistico della dignità umana; e poiché questo è sentito, nell'arte del tempo, soltanto dai maestri veneti (dal Palladio architetto non meno che dai pittori), si spiega come la loro opera custodisca e tramandi al secolo successivo (al Caravaggio, ai Carracci, al Bernini e al Borromini) la grande eredità della cultura umanistica» (cioè dell'Umanesimo e del Rinascimento). Più oltre Argan scrive che in Tintoretto «la natura è visione fantastica turbata quasi ossessiva; [...] la storia è tormento spirituale, tragedia». «Le visioni tintorettesche non sono estatiche, contemplative, rasserenanti ma, all'opposto, agitate, drammatiche, tormentate. Non placano, intensificano fino al parossismo il pathos dell'esistenza.»

### La ricostruzione di Palazzo Ducale
Già nel 1566 Tintoretto aveva lavorato per Palazzo Ducale, con cinque tele da collocare nella Saletta degli Inquisitori: il Borghini le nomina come l'Allegoria del Silenzio e le Virtù. Nello stesso periodo, gli giunse, dopo tante commissioni per istituti religiosi, anche un importante incarico da parte dello stato: una tela di grandi dimensioni raffigurante il Giudizio Universale da collocare nella Sala dello Scrutinio, che il Ridolfi descrive come fosse “tale il motivo, che cagionava quella pittura, che atterriva gli animi a vederla”. Assieme a questa, realizzò anche la rievocazione della Battaglia di Lepanto, per il doge Alvise I Mocenigo: entrambe le tele vennero distrutte nell'incendio del 1577, che devastò Palazzo Ducale proprio ad un anno di distanza dalla grave pestilenza che aveva decimato la popolazione.
La bottega dell'artista venne anche coinvolta nella decorazione della Libreria Sansoviniana, affidata a maestri come Veronese, Salviati, Andrea Schiavone: a Tintoretto venne affidata l'esecuzione delle cinque tele dei Filosofi, anche se i critici contemporanei riportano undici o addirittura dodici tele. Allo stesso periodo risalgono anche i cartoni per mosaici da collocare in San Marco: la Presentazione al Tempio è fedele al mosaico bizantino in uno “stile volutamente arcaico” e le analogie con La Circoncisione realizzata da Domenico per la Scuola di San Rocco ne fanno ricondurre l'ideazione al figlio dell'artista.
Pur ancora impegnato con la Scuola di San Rocco, Tintoretto accettò di lavorare alla ricostruzione di Palazzo Ducale, a cominciare dal soffitto della Sala delle Quattro Porte, con gli affreschi negli scomparti ideati da Francesco Sansovino: le decorazioni hanno per tema la personificazione di Venezia e i suoi domini di terraferma.
Nel 1574 acquista una casa nella fondamenta dei Mori presso la Chiesa di San Marziale, dove abiterà fino alla morte: per l'altare maggiore della chiesa l'artista aveva già realizzato, tra il 1548 e il 1549, una pala raffigurante San Marziale tra i santi Pietro e Paolo.
Ancora impegnato con le commissioni per Palazzo Ducale, nel 1579 ricevette l'incarico dal duca Guglielmo Gonzaga per la realizzazione di una serie di opere da collocare nel Palazzo Ducale di Mantova: si tratta di un ciclo formato da otto grandi tele - noto come Fasti gonzagheschi - raffigurante episodi bellici e cortesi che hanno per protagonisti marchesi e duchi della stirpe dei Gonzaga. Nel settembre del 1580 Tintoretto si recò di persona a Mantova con la moglie Faustina, ospiti del fratello Domenico, per l'inaugurazione delle opere collocate nella Sala dei Duchi.

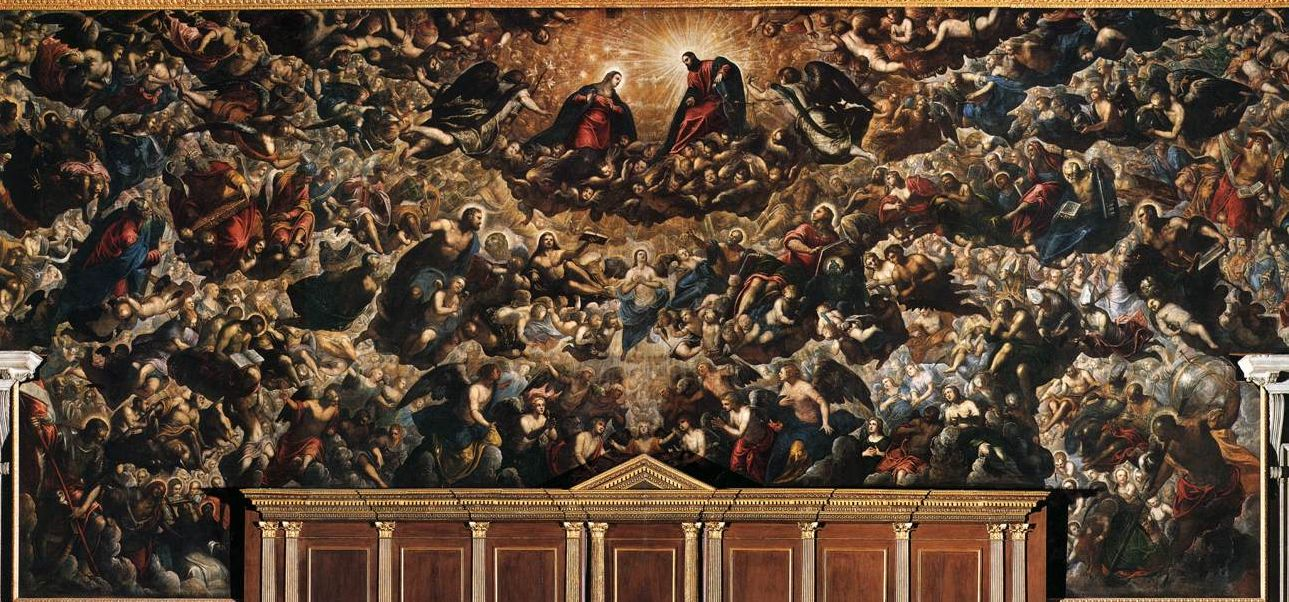
Il Paradiso, Sala del Maggior Consiglio:

L'incendio del 1577 distrusse anche l'affresco del Guariento che occupava la parete delle tribune del Doge e dei Consiglieri nella Sala del Maggior Consiglio: nel 1580 venne indetto un concorso per l'assegnazione dell'incarico, cui parteciparono assieme a Tintoretto anche Veronese, Francesco Bassano figlio di Jacopo e Jacopo Palma il Giovane. Inizialmente affidata la commissione a Veronese e Bassano, venne poi rilevata da Tintoretto alla morte di Veronese, nel 1588.
L'immenso dipinto (7,45x24,65 metri) raffigurante il Paradiso venne realizzato a pezzi, nello studio di San Marziale, con un grande contributo della bottega e in particolare del figlio Domenico, che si occupò anche della connessione delle tele in loco. A differenza del bozzetto iniziale, che vedeva come protagonista Maria incoronata, il dipinto è incentrato sulla figura di Cristo Pantokrator, “doge divino”.
Ad oltre 70 anni, nello stesso anno della morte, Tintoretto ebbe ancora la forza di dedicarsi a due grandi opere per la Basilica di San Giorgio Maggiore, gli Ebrei nel deserto e la caduta della manna e un'Ultima cena: ancora per San Giorgio, eseguì la Deposizione nel sepolcro, che si può collocare tra il 1592, data di costruzione della cappella dei morti, e il 1594, data del pagamento.
Dopo una febbre di due settimane, Tintoretto morì il 31 maggio 1594 e venne sepolto, dopo tre giorni, nella chiesa della Madonna dell'Orto, nella cripta della famiglia Episcopi.
Secondo quanto riportato da un cartografo e committente artistico coevo, Ottavio Fabri, Tintoretto dopo essere morto, per volontà testamentaria fu disteso per terra per quaranta ore, apparentemente nel tentativo di resuscitare. Scrive infatti il Fabri a suo fratello Tullio che si trovava a Costantinopoli: il Tentoretto Dominica se ne morì et d'ordine di suo testamento è stato tenuto 40 hore sopra terra, mà no' è ressussitato. Vi è inoltre da notare come il 31 maggio fosse un martedì e non una domenica.

## Tecnica pittorica

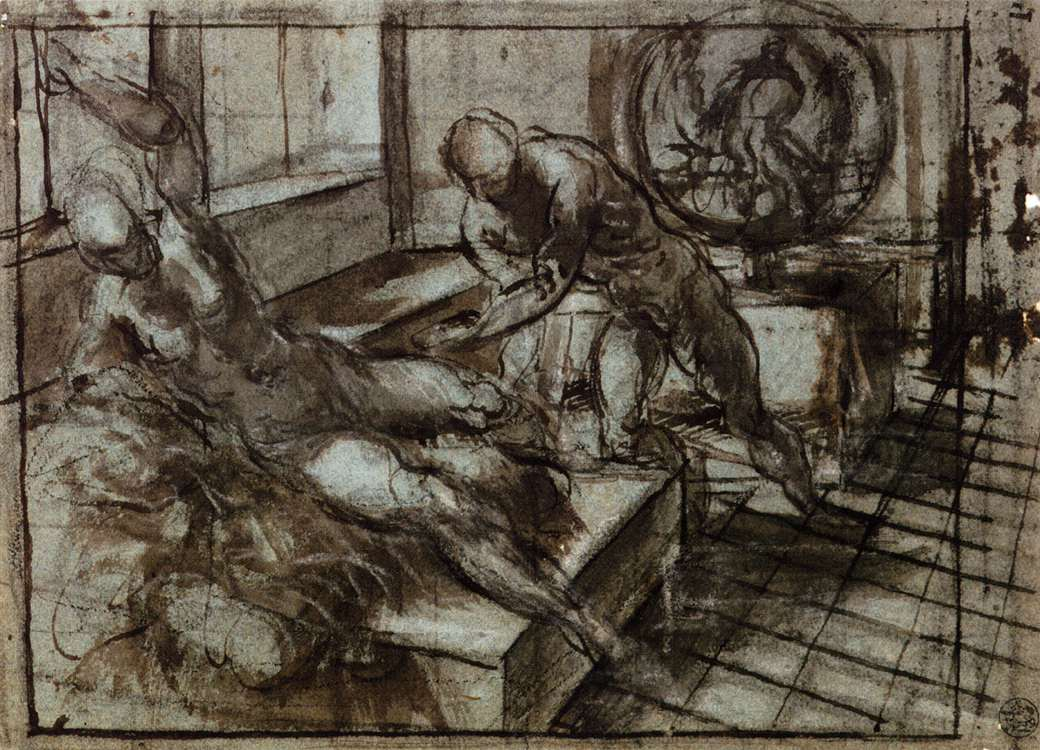
Disegno preparatorio per Venere, Vulcano e Marte, gessetto su carta

Dalle analisi effettuate negli anni '70 su campioni prelevati dalle tele della Scuola Grande di San Rocco, si sono ottenute preziose informazioni riguardo ai materiali e alle tecniche impiegate da Tintoretto.
Le tele utilizzate, in tutti i campioni, si sono rivelate essere di lino, con differenti armature, sia semplici come il tabì, simile a quella del taffetà, che più robuste come la spina di pesce. La scelta della trama non sembra essere dipendente dal tipo di dipinto o dalla sua collocazione, piuttosto dal suo committente: ad esempio, per l'Ultima Cena Tintoretto ha utilizzato una trama grossolana, nonostante il dipinto sia visibile da una distanza ravvicinata.
Come già accennato riguardo al Paradiso, non era raro che i dipinti venissero realizzati su tele cucite assieme: i telai dell'epoca potevano infatti realizzare altezze fino a 110 cm. Solitamente, le cuciture venivano effettuate prima dell'esecuzione del dipinto, in modo tale che fossero il più possibile invisibili, e soprattutto che non si trovassero in corrispondenza di parti importanti come mani e volti: era preferibile inoltre utilizzare pezze con la stessa trama, per avere una maggiore uniformità. Tintoretto invece pare non prestare attenzione a questi accorgimenti: utilizza ritagli di tela con trame diverse tra loro, con cuciture anche evidenti, come nel caso del volto della Vergine nella Fuga in Egitto, della Scuola di San Rocco.
Le imprimiture più comuni erano composte da uno strato sottile di gesso e colla, derivate da quelle già utilizzate nella pittura su tavola: il fondo chiaro dava una maggior luminosità ai colori successivamente stesi. Tintoretto preferiva invece un fondo scuro, steso sull'imprimitura a gesso o direttamente sulla tela: le analisi hanno rivelato che non si tratta di un colore bruno uniforme, bensì di un impasto ottenuto con i residui delle tavolozze, data la presenza di particelle colorate microscopiche. Sul fondo così preparato era possibile dipingere sia i toni chiari che gli scuri, lasciando anche trasparire il fondo stesso: questo era possibile nei casi in cui il dipinto si fosse trovato in zone buie o in ombra e contribuiva a velocizzare notevolmente l'esecuzione del dipinto.
Il Ridolfi racconta che l'artista era solito approntare dei piccoli "teatrini" per studiare la composizione delle opere e l'effetto delle luci: panneggiava le vesti su modellini di cera, che poi disponeva in "stanze" costruite con cartoni, illuminate da candele. Per lo studio degli scorci, appendeva manichini al soffitto dello studio: questo è evidente dal confronto di due dipinti, il Miracolo di San Marco che libera lo schiavo e il San Rocco in carcere confortato da un angelo, in entrambi i quali si può riconoscere un modello simile utilizzato per le figure sospese.
Per gli studi a gesso, Tintoretto era affezionato alla carta azzurra che tanto andava di moda a Bologna e che gli permetteva di utilizzare sia gli scuri che le lumeggiature.

## Famiglia ed eredità

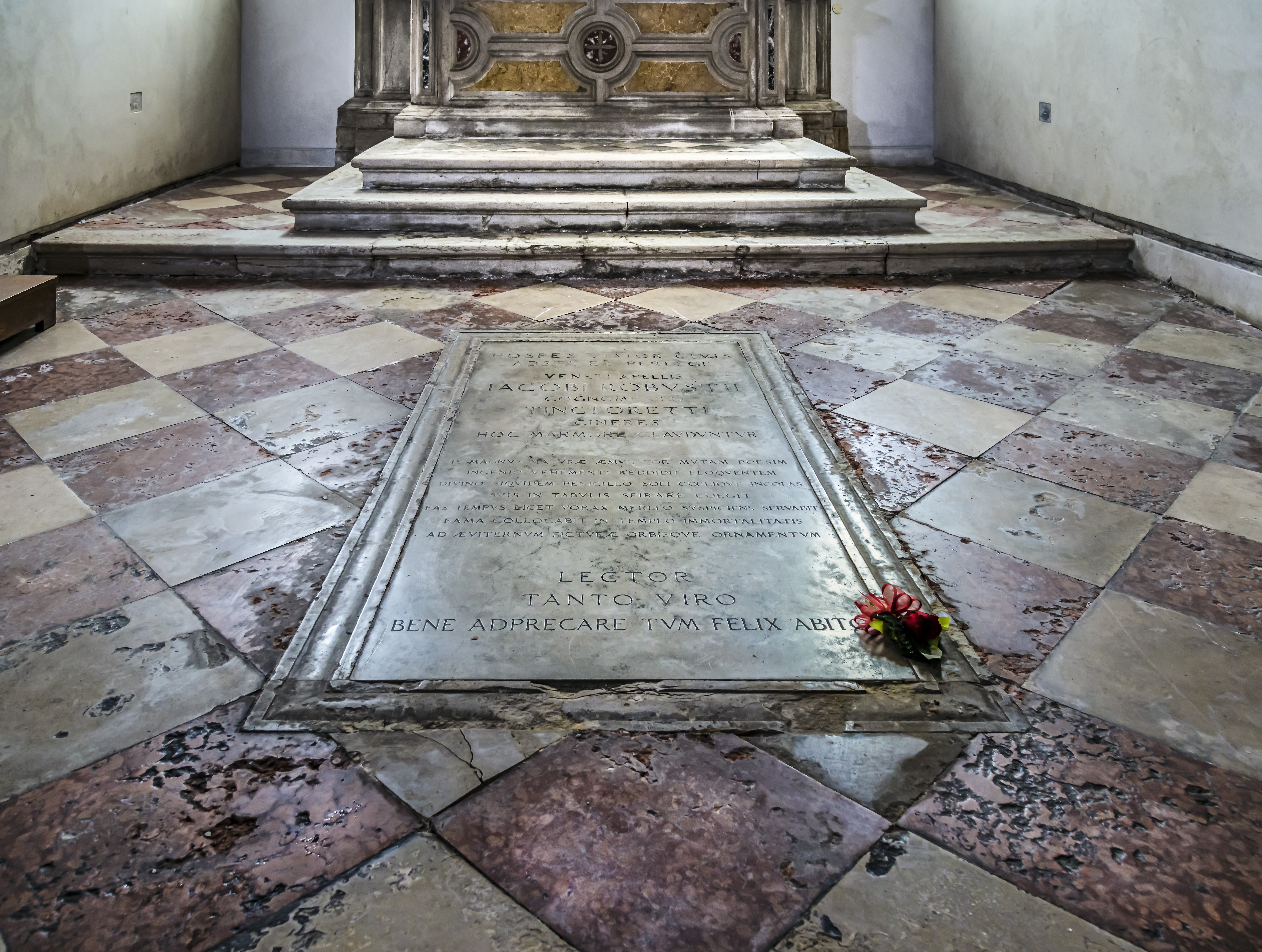
La tomba del Tintoretto - Madonna dell'Orto

Nel 1550 sposò Faustina Episcopi, da cui ebbe 7 figli, mentre ebbe una figlia illegittima da una straniera: Marietta, la primogenita, fu l'unica, insieme al figlio Domenico, ad avere abbastanza talento da poter seguire le orme del padre. Già a 16 anni era richiesta come ritrattista da committenti di una certa importanza: tra il 1567 e il 1568 il mercante Jacopo Strada aveva commissionato a Tiziano un proprio ritratto, mentre per quello del figlio Ottavio, evidente pendant del proprio, si era rivolto a Marietta. Per evitare che la figlia venisse "rapita" dalle corti estere, Tintoretto la diede in moglie all'orefice veneziano Marco Augusta. Nel 1590, a poco più di trent'anni, Marietta morì: venne sepolta nella chiesa della Madonna dell'Orto.
Domenico, di quattro anni più giovane (1560 - maggio 1635), scelse di portare avanti la bottega paterna a discapito della propria vita privata: amante della letteratura, dovette farsi carico del mantenimento della madre e delle sorelle. La bottega, sotto la sua guida, perse il prestigio che aveva conosciuto con il capostipite. Tra le opere prodotte brillano maggiormente i ritratti per la loro freschezza, mentre le composizioni con più figure si presentano più pesanti e stereotipate. Morì nel 1635: quattro anni dopo, il suo collaboratore Sebastiano Casser sposò la sorella di Domenico, Ottavia, ormai più che ottantenne, tentando inutilmente di risollevare le sorti della bottega.
Di Giovan Battista si conosce molto poco, probabilmente morì in giovane età; Marco (12 marzo 1563 - ottobre 1637) preferì diventare attore, contro il volere della famiglia. Perina (1562-1646) e Ottavia (n.1570) scelsero la vita del convento di Sant'Anna, a Venezia; anche delle altre due figlie, Altura e Laura, non si sa molto.
In vita, Tintoretto trattò i figli e le figlie con pari dignità, cercando di lasciar loro di che vivere: nella richiesta per la senseria del 1572 fece il nome dei maschi come quello delle femmine e nel testamento nominò tutti loro come suoi eredi.

## Intitolazioni
- Gli è stato intitolato il cratere Tintoretto sul pianeta Mercurio.
- A Tintoretto è dedicato un cocktail, facente parte della categoria degli sparkling, variante del cocktail Bellini, anch'esso inventato da Giuseppe Cipriani dell'Harry's Bar di Venezia.
- Il cantautore britannico David Bowie era un estimatore del Tintoretto e ne possedeva un'opera[43]. A lui ha dedicata l'etichetta di produzione Jones/Tintoretto Entertainment Company.

## Letteratura
Tintoretto e la sua famiglia sono i protagonisti del romanzo storico La lunga attesa dell'angelo di Melania Mazzucco.

### Esplicative
1. ↑  La luce del Tintoretto, infatti, evidenzia i personaggi e gli oggetti staccandoli da qualsiasi contesto reale e proiettandoli nello spazio scenografico di una fantasia.
2. ↑  I lucchesi venivano definiti dai veneziani come "toscani" in Krischel, 2000, p. 6.

### Bibliografiche
1. ↑   Tintoretto (1518-1594) - Manierismo, su artifiorentine.it. URL consultato il 31 maggio 2024.
2. 1 2  Louis Mayeul Chaudon, G. M. Olivier-Poli, M. Morelli, Nuovo dizionario istorico, p. 270
3. 1 2   Alberto Angela, Stanotte a...: Stanotte a Venezia, Rai 1, 13 giugno 2017,  a 01 h 21 min 44 s. URL consultato il 23 giugno 2017.
4. ↑   Caravaggio e Tintoretto Un legame illuminato, su www.laprovinciadicomo.it. URL consultato il 5 luglio 2022.
5. ↑   10 Famosi artisti del Rinascimento e i loro capolavori | Info Cafe, su info-cafe-wuppertal.org. URL consultato il 5 luglio 2022.
6. 1 2  Krischel, 2000, p. 6.
7. 1 2  Krischel, 2000, p. 9.
8. 1 2 3  Bernari e de Vecchi, 2000, p. 83.
9. ↑  Zuffi, 1993, p. 6.
10. ↑  Krischel, 2000, pp. 14-15.
11. ↑  Bernari e de Vecchi, 2000, p. 88.
12. ↑  Krischel, 2000, p. 50.
13. ↑  Krischel, 2000, p. 30.
14. ↑  Krischel, 2000, p. 70.
15. ↑  Bernari e de Vecchi, 2000, p. 104.
16. ↑  Krischel, 2000, p. 78.
17. ↑  Krischel, 2000, p. 102.
18. ↑   Andrea Erboso e Giovanni Giubbini, Tintoretto. L'uomo,i documenti e la storia 1519-1594, Marsilio, 2019.
19. 1 2  Bernari e de Vecchi, 2000, p. 107.
20. ↑  Krischel, 2000, pp. 106-107.
21. ↑  Krischel, 2000, p. 123.
22. ↑  Marini, 2004, pp. 48-49.
23. ↑  Krischel, 2000, p. 124.
24. 1 2  Francalanci, 1989, p. 327.
25. ↑  Zuffi, 1993, p. 49.
26. ↑  Bernari e de Vecchi, 2000, p. 111.
27. ↑  Argan, 1979, p. 199.
28. ↑  Argan, 1979, p. 202.
29. ↑  Argan, 1979, p. 195.
30. ↑  Bernari e de Vecchi, 2000, p. 110.
31. ↑  Zuffi, 1993, p. 54.
32. ↑  Zuffi, 1993, p. 11.
33. ↑  Bernari e de Vecchi, 2000, p. 113.
34. ↑  Krischel, 2000, p. 128.
35. ↑  Krischel, 2000, p. 127.
36. 1 2  Krischel, 2000, p. 133.
37. ↑  E. Panepinto, Ottavio Fabri, perito et ingegnero publico, Università degli Studi di Verona, tesi di laurea a.a. 2008/2009, p. 37
38. 1 2 3 4  Plesters e Lazzarini, 1996, p. 275.
39. ↑  Plesters e Lazzarini, 1996, p. 276.
40. ↑  Krischel, 2000, p. 92.
41. ↑  Krischel, 2000, p. 130.
42. ↑  Krischel, 2000, p. 131.
43. ↑   Bowie e Tintoretto, su artslife.com.